# Mulher (canção)
"Mulher" é uma canção do rapper brasileiro Projota, de sua terceira mixtape Muita Luz (2013). A canção foi lançada de forma independente em 18 de julho de 2014 como terceiro single do álbum. A música apresenta uma narrativa sobre uma mulher que enfrenta problemas em sua vida pessoal e profissional, buscando refúgio nos braços de seu parceiro. Foi composta por Projota e Michael Oliveira de Amaral.

### Vídeo musical
Um videoclipe para a canção foi lançado em 3 de fevereiro de 2014; ele mostra Projota e sua namorada Bruna em imagens caseiras em Londres.

### Faixas e formatos
| Download digital |                                            |                             |         |  |
| N.º              | Título                                     | Compositor(es)              | Duração |  |
| 1.               | "Mulher" (participação de Marlos Vinicius) | José Pereira Michael Amaral | 3:28    |  |

## Versão de Anitta
"Mulher" é uma canção da cantora Anitta, do seu segundo álbum de estúdio Ritmo Perfeito (2011). A canção foi escrita por A canção foi composta por Projota e Michael Oliveira de Amaral. "Mulher" é uma balada influenciada pelo violão. A versão de Anitta apresenta uma perspectiva feminina sobre o tema.

### Conceito
Embora a música seja uma versão de uma faixa originalmente interpretada por Projota, a abordagem de Anitta oferece uma nova perspectiva sobre o tema, adicionando sua própria identidade e estilo à música. "Mulher" foi bem recebida pelo público e se tornou um dos destaques do álbum "Ritmo Perfeito". "Mulher" destaca a importância do apoio e da compreensão mútua em um relacionamento, além de celebrar a força e a beleza das mulheres.

### Faixas e formatos
| Download digital |                                    |                             |         |  |
| N.º              | Título                             | Compositor(es)              | Duração |  |
| 1.               | "Mulher" (participação de Projota) | José Pereira Michael Amaral | 2:45    |  |